# Ammopolia witzenmanni
Ammopolia witzenmanni is een vlinder uit de familie uilen (Noctuidae). De wetenschappelijke naam is voor het eerst geldig gepubliceerd in 1890 door Standfuss.
De soort komt voor in Europa.